# Los Picayos
Los Picayos es una localidad del municipio de Rionansa (Cantabria, España). En el año 2008 contaba con una población de sólo 2 habitantes (INE). La localidad se encuentra a 190 m s. n. m., y a nueve km de la capital municipal, Puentenansa.
- Datos: Q5980187